# Sandby borg
Sandby borg és un castre de l'edat del ferro situat a Sandby, a l'illa d'Öland (Suècia). Va ser l'escenari d'una massacre durant el segle v.

## Característiques físiques
El castre es troba a 40 metres de la riba de la mar Bàltica i només d'1 a 3 metres sobre el nivell del mar. Té una forma ovalada amb unes dimensions interiors de 92 x 66 metres. Té dues portes, una que dona al mar i una altra a la cara nord, tot i que es creu que podrien haver-n'hi hagut quatre. Fora el castell i cap a l'interior de l'illa s'hi poden observar línies cemicirculars de grans blocs de pedra.
Els edificis interiors es distribuïen radialment des d'arran de la muralla i es calcula que hi vivien unes 200 persones en total distribuïdes en 53 cases.
És un dels quinze forts circulars (ringforts) que hi havia a l'illa.

## Història i recerca arqueològica
L'any 2010 es van realitzar nous descobriments dins el recinte de la fortificació mitjançant un rastreig rutinari amb un detector de metalls. S'hi van trobar fermalls de plata, granadures de vidre, anells i altres tipus de joies en cinc punts diferents. Es creu que van pertànyer a dones amb un alt estatus social i que es van amagar en diverses cases sota de pedres.
Les excavacions de l'any 2011 van concloure que el castre havia estat l'escenari d'una massacre durant el segle V, ja que es van trobar dos cossos dins el perímetre de la fortificació que no havien rebut cap tipus de sepultura i que presentaven clars senyals de violència infligida amb espases, destrals i garrots. Els arqueòlegs situen l'atac al voltant de l'any 476, una època que va ser convulsa tant a Escandinàvia com a Europa: a part de ser un important període migratori, la caiguda de l'Imperi Romà, la invasió dels Huns i les guerres amb els bàrbars van afectar tot el territori.
L'any 2014 s'hi va trobar un sòlid, una moneda d'or romana de l'emperador Valentinià III. La principal hipòtesi de la seva presència a l'illa és que formava part d'un pagament a soldats d'Öland per servir a l'exèrcit romà. Una altra mostra de la relació de Sandby amb el sud d'Europa és la troballa de restes de ceba, un aliment encara poc comú a la zona en aquesta època.
Durant les excavacions de l'any 2015 es van trobar vuit esquelets més amb signes de violència i en un sol habitatge, cap dels quals havia estat ni enterrat ni incinerat. Es va trobar un home gran bocaterrosa amb el cap a la llar de foc i el crani d'un adult amb quatre dents de xai clavades. Entre els cossos recuperats hi havia algun infant (un nadó, un nen d'entre dos i cinc anys i un adolescent), però cap dona.
Al voltant de les restes s'hi van trobar nombrosos objectes quotidians, cosa que fa pensar que l'espai va quedar abandonat just després de l'atac. També s'hi van trobar restes de xais tallats en un espai a part, com si s'estigués preparant algun tipus de celebració. L'anàlisi posterior de les restes animals va permetre determinar que l'atac havia tingut lloc a principis d'estiu.
També es van trobar esquelets de gossos, ovelles i un cavall que van morir per l'ensorrament de les cases, moltes d'elles en flames, o bé per inanició durant les setmanes posteriors.
Entre els anys 2016 i 2019 es va impulsar un projecte col·laboratiu de recerca finançat per la fundació Tercentenary Bank of Sweden, dirigit pel Museu del Comtat de Kalmar i amb la participació d'investigadors de la Universitat de Linnaeus i de la Universitat d'Estocolm. L'objectiu del projecte era interpretar les troballes realitzades al jaciment de Sandby a partir de diverses proves científiques (Carboni 14, isòtops estables, ADN, osteologia, i macrofòssils de plantes).